# Paveletskaïa (métro de Moscou, ligne Koltsevaïa)
Paveletskaïa (en russe : Павеле́цкая et en anglais : Paveletskaya)  est une station de la ligne circulaire Koltsevaïa (ligne 5 marron) du métro de Moscou, située sur le territoire de l'arrondissement Zamoskvoretche dans le district administratif central de Moscou.
Elle est mise en service en 1950, lors de l'ouverture de la première section de la ligne circulaire.

## Situation sur le réseau
Établie en souterrain, à 40 mètres sous le niveau du sol, la station Paveletskaïa est située au point 40+38,3 de la ligne circulaire Koltsevaïa (ligne 5 marron), entre les stations Taganskaïa et Dobryninskaïa.

## Histoire
La station Paveletskaïa est mise en service le 1er janvier 1950, lors de l'ouverture à l'exploitation de la section de Park koultoury à Kourskaïa.

## Patrimoine architectural

Détails
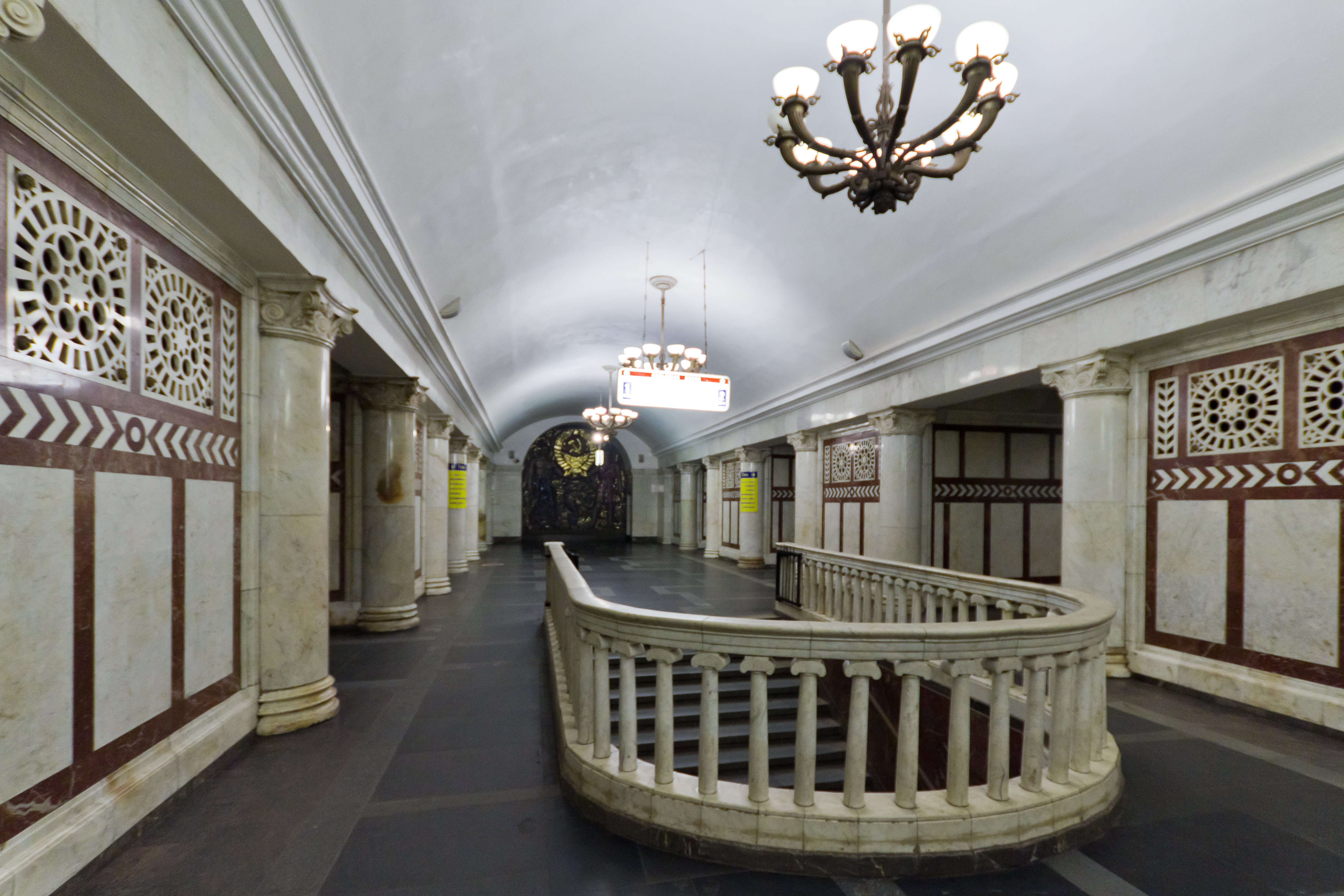
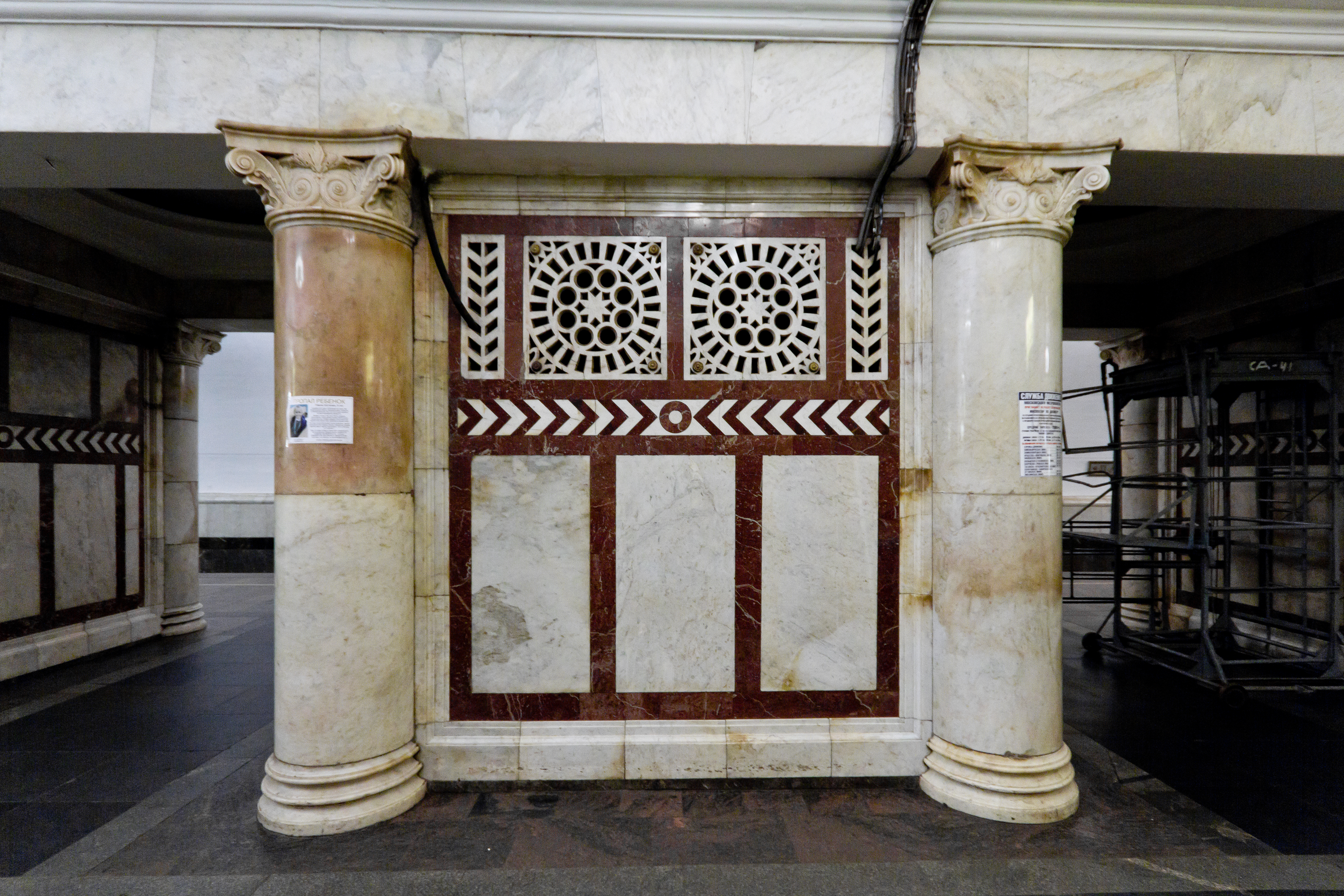
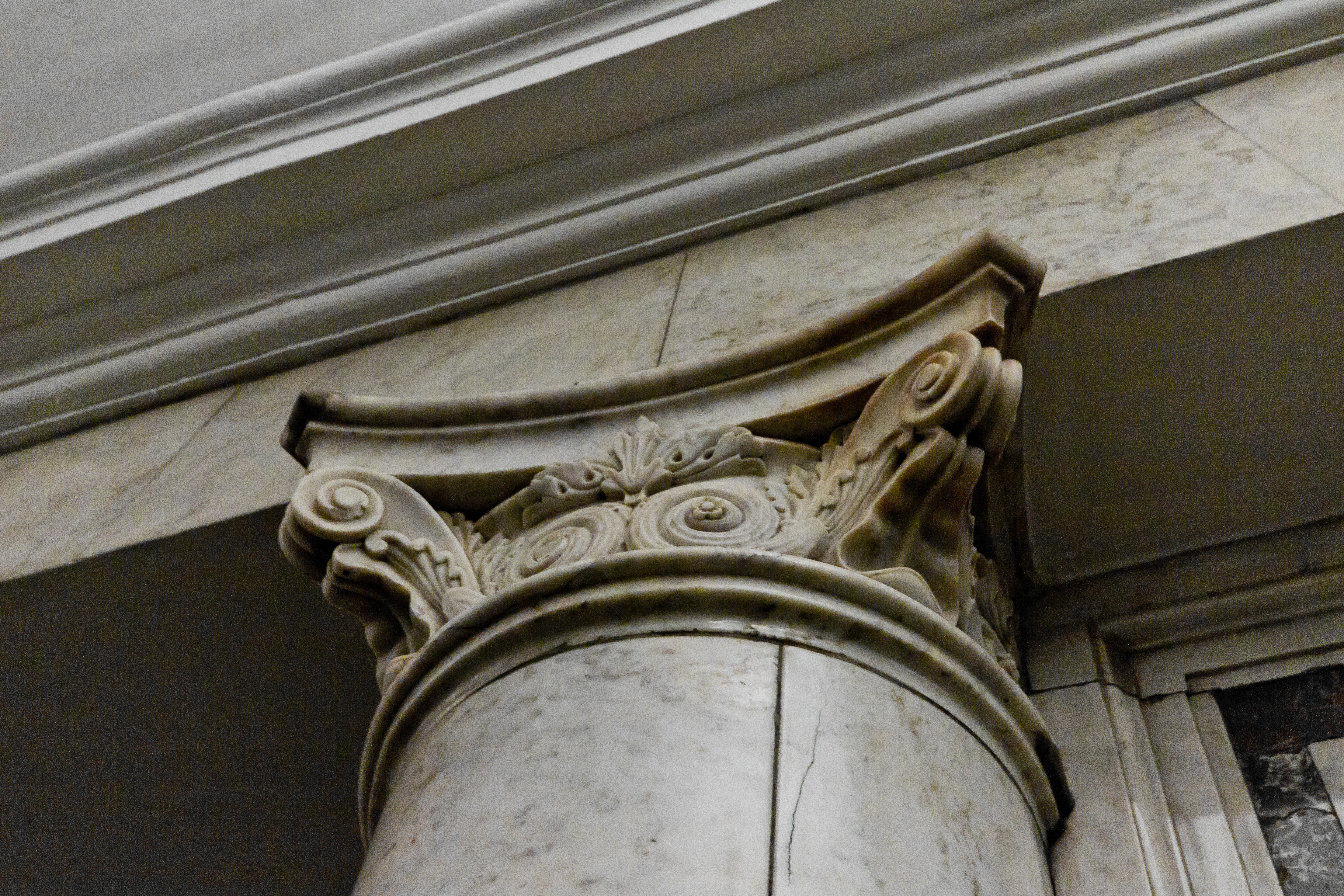